# 빌리 아일리시
빌리 아일리시(영어: Billie Eilish, 2001년 12월 18일 ~ )는 미국의 싱어송라이터이다. 빌리 아일리시의 이름 중 아일리시(Eilish)는 성이 아니라 중간 이름이다. 본명은 빌리 아일리시 파이럿 베어드 오코넬(영어: Billie Eilish Pirate Baird O'Connell)이다.
2016년 사운드클라우드에 데뷔 싱글 "Ocean Eyes"를 공개하면서 이름을 알리기 시작했다. 2017년 데뷔 EP Don't Smile at Me를 발매했으며, EP는 미국, 영국, 캐나다, 오스트레일리아 음악 차트 15위 권에 올랐다. 2019년 데뷔 앨범 When We All Fall Asleep, Where Do We Go?를 발매해 빌보드 200 1위 뿐만 아니라 영국, 캐나다, 오스트레일리아 음악 차트에서도 1위를 기록했다. 데뷔 앨범의 다섯 번째 싱글인 "Bad Guy" 역시 빌보드 핫 100 1위를 하는 등 전 세계적인 인기를 얻으면서 2019년 최고로 핫한 가수 중 한 명이 되었다. 2020년에는 제임스 본드 영화 주제가인 "No Time To Die"를 공동으로 쓰고 노래했는데 이 곡은 영국 싱글 차트에 톱으로 올랐고 2022년 아카데미의 최우수 원곡상을 수상했다. 두번째 앨범 《Happier Than Ever》(2021년)는 25개국에서 1위에 올랐다. 2023년 환타지 영화 <바비> 삽입곡 <What Was I Made for?>를 작곡하고 불러 두 번째로 영국 차트 1위에 올랐고 역시 두 번째로 아카데미 최우수 원곡상을 받았다. 2024년 발매한 세 번째 앨범 <Hit Me Hard and Soft>으로 평단의 찬사를 받았다.
아일리시는 다수의 수상경력을 가지고 있는데 아홉 개의 그래미상, 두 개의 아메리칸 뮤직 어워드, 두 개의 기네스 세계 기록, 세 개의 MTV 뮤직 비디오 어워드, 세 개의 브릿 어워드, 그리고 두 개의 골든 그로브 어워드와 두 개의 아카데미상을 수상했다. 그래미상에서 올해의 앨범·레코드·노래·신인상 4관왕을 달성한 사상 두 번째 아티스트다. 또한 아일리시는 21세기에 태어난 이로써 처음으로 아카데미상을 받았으며 아카데미 사상 최연소로 두 번의 상을 수상했다. 2019년 타임 매거진은 타임 100 낵스트 리스트와 2021년 타임 100 리스트 빌리 아일리시를 넣었으며 RIAA(미국 레코드 산업 협회)에 의하면 그녀는 공식 26위 디지털 싱글 아티스트다.
2022년 12월에는 BBC 선정 100 여성에 포함되었다.

## 어린 시절

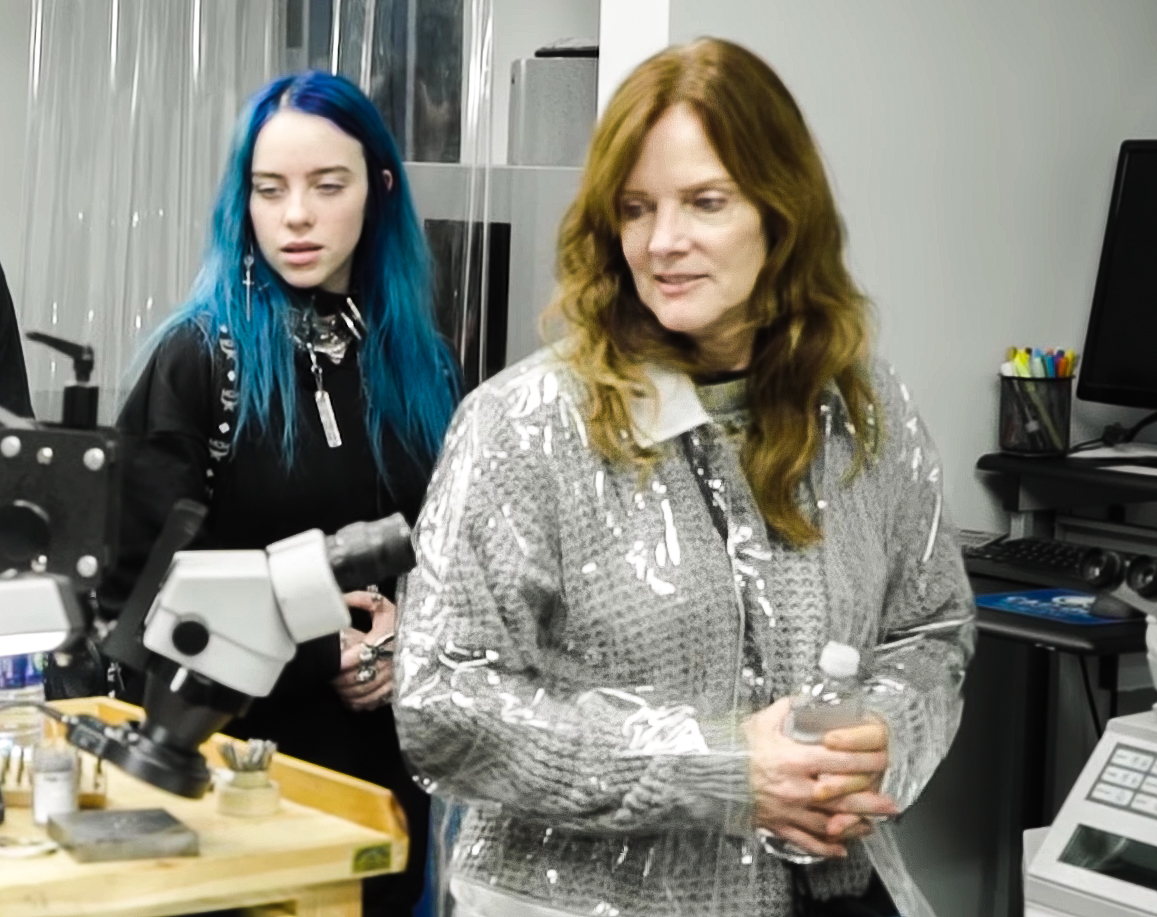
2018년, 어머니 매기 베어드와 함께

빌리 아일리시 파이럿 베어드 오코넬은 2001년 12월 18일 캘리포니아주의 로스앤젤레스에서 태어났다. 어머니는 교사이자 배우, 시나리오 작가인 매기 베어드이고 아버지는 건설노동자이자 파트타임 배우로 영화 《아이언맨》(2008년) 등에 출연한 패트릭 오코너로 둘 모두 아마추어 음악인이다. 아일랜드와 스코틀랜드 혈통으로 아일리시는 시험관 아기로 태어났고 로스앤젤레스의 하이랜드 파크에서 자라났다.
홈스쿨링을 하면서 어머니는 아일리시와 피니어스에게 작곡의 기본에 대해 가르쳐 주었다. 오빠는 이미 밴드를 하면서 곡을 쓰고 있었고 동생과도 함께 작업했다. 아일리시는 오빠와 어머니의 영향으로 음악을 시작했다고 한다. 아일리시의 부모는 두 남매에게 예술, 춤, 연기 등 무엇이든 원하는 것을 시도해 보라고 격려했다. 6살 때 우쿨렐레를 연주했고 11살 때 어머니의 작곡 수업에서 "제대로 된" 곡을 썼다. 좀비 대재앙에 대한 곡으로 TV 드라마인 <워킹데드>에서 영감을 얻어 대사와 에피소드 제목 등을 소재로 했다. 아일리시는 연기 오디션에도 몇 차례 참여했지만 별로 좋아하지 않았고 대신 군중들이 나오는 장면에서 뒷 배경으로 오고가는 대화를 녹음하는 것을 재미있어 해서 <윔피 키드>와 <라모너 앤 비저스>, <엑스맨> 시리즈에서 작업에 참여하기도 했다.

## 음악 경력

### 2015-2017년: 《Don't Smile at Me》

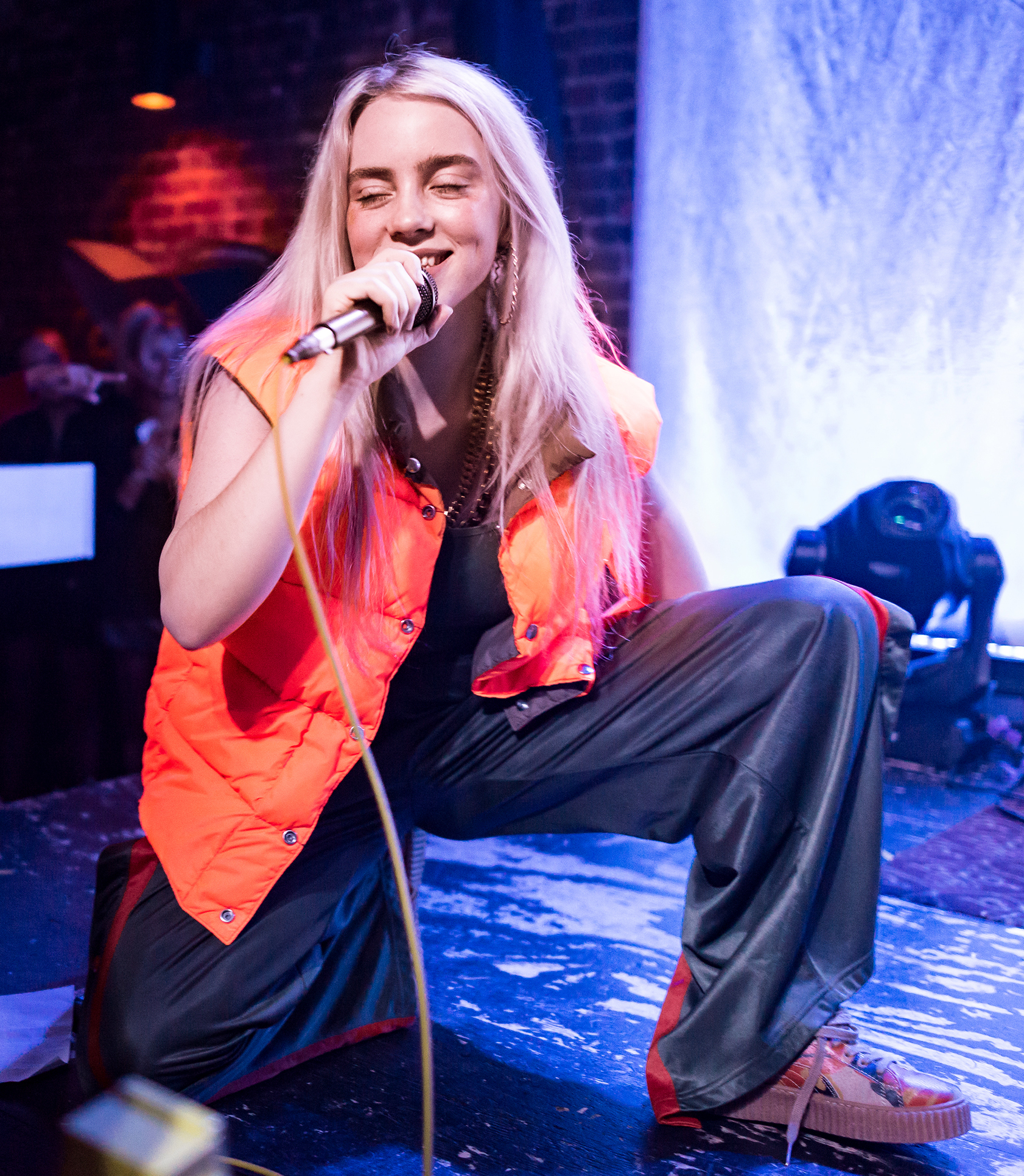
2017년, 공연 중인 아일리시

2015년, 열 세살이 된 아일리시는 오빠인 피니어스 오코넬과 함께 곡들을 작업했다. 오빠는 이미 수년 전부터 자신의 밴드를 결성하여 곡을 쓰고 있었다. 처음으로 함께 녹음했던 곡들은 <She's Broken>과 <Fingers Crossed>였는데 이에 대해 아일리시는 "처음 작업한 곡들은 오빠와 같이 쓴 것은 아니었다. 오빠가 <She's Broken>을 썼고 내가 <Fingers Crossed>를 쓰고 녹음해서 재미삼아 사운드클라우드에 올렸었다"고 했다.
2015년 11월, 아일리시는 <Ocean Eyes>라는 곡을 만들었다. 오빠인 피니어스가 쓰고 믹싱과 제작을 했는데 원래는 자신의 밴드 "슬라이틀리스(Slightlys)"에서 부르려다 아일리시의 목소리에 더 어울릴 것 같아서 그녀에게 준 것이다. 동생에게 춤을 지도하는 프레드 디아즈 무용 선생님이 안무를 위한 곡을 하나 써달라고 해서 만든 것으로 선생님이 곡을 다운로드 할 수 있도록 사운드클라우드에 올려놨었다. 그런데 2주 만에 이 곡은 몇십만의 조회수를 올렸고 피니어스의 매니저인 대니 루카신은 아일리시의 가능성을 보게 된다. 루카신은 피니어스와 함께 작업한다면 엄청난 성공을 거둘 수 있다고 얘기했다. 2016년 1월, 피니어스와 매니저는 애플 뮤직을 통해 신인발굴을 하여 주요 레이블에 데뷔시키는 플래툰이라는 기획사에 아일리시를 계약하도록 한다. 아일리시에게는 홍보담당자가 붙어 명품 브랜드 샤넬과 그녀를 연결시키고 스타일리스트는 그녀의 이미지를 만들기 시작했다. 2016년 3월 24일 메건 톰슨이 감독한 <Ocean Eyes>의 뮤직비디오가 아일리시의 공식 유투브 채널을 통해 출시되었다. <Ocean Eyes>와 아일리시의 인기가 높아지면서 Beats 1. KCRW. BBC One 등과 같은 라디오 방송을 비롯한 여러 미디어와 광고주들이 관심을 보였고 , 제인 로, 제이슨 크레이머, 애니 맥, 크리스 도우리다스 등의 라디오 방송국과 음악계 인사들의 찬사가 이어지게 된다.
2016년 6월 23일, 아일리시와 피니어스는 두 번째 싱글 <Six Feet Under>를 사운드클라우드에 올리고자체 제작한 뮤직 비디오를 6월 30일 출시한다. 비디오는 아일리시가 감독을 맡았고 그녀의 어머니 매기 베어드가 편집했다.
2016년 8월, <Ocean Eyes>를 들었을 때부터 아일리시의 재능에 관심을 가졌던 저스틴 루블리너는 그녀를 다크룸과 인터스코프 레코드와 계약을 맺도록 한다. 루블리너는 그녀를 한 개에 히트곡에 의존하지 않고 힙합 가수인 트래비스 스콧이나 찬스 더 래퍼 같이 "자신만의 페르소나와 독특한 예술성"을 지닌 아티스트로 만들고자 공을 들였다. 다크룸과 인터스코프 레코드는 <Six Feet Under> 싱글을 재발매하였고 <Ocean Eyes>에 춤을 추는 뮤직 비디오가 아일리시의 유투브 채널에 업로드 되었다.
2017년 1월 14일, 아일리시는 아스트라너미, 블랙베어, 골드하우스, 커셔스 클레이가 리믹스한 <Ocean Eyes> 네 개의 버전이 담긴 EP와 블루 제이, 가조, 제리 포크, 에어 아틀란티카가 리믹스한 <Six Feet Under> EP를 발매했다. <Ocean Eyes>의 리믹스의 성공에 힘입어 아일리시는 2017년 2월 24일 <Bellyache>를 내놓았고 마일스와 AJ가 연출한 뮤직 비디오를 3월 22일 출시했다. 그리고 이어 3월 30일에 넷플릭스 시리즈인 <루머의 루머의 루머>의 사운드트랙 <Bored>를 냈으며 이어 뮤직비디오가 6월 26일에 나왔다. 같은 해 3월에는 애플 뮤직은 아일리시를 사우스 바이 사우스웨스트 뮤직 페스티벌에 쇼케이스로 출연시켰다. 그리고 2017년 6월 30일 <Watch>가, 7월 14일에 <Copycat> 싱글이 출시되었고 데뷔 EP인 《Don't Smile at Me》를 내놓을 예정이라고 밝힌 후 <Idontwannabeyouanymore>와 <My Boy> 싱글이 더 나왔다. 데뷔 EP는 예상 외의 성공을 거두며 미국 빌보드 200 차트 14위까지 올라갔다. 2017년 11월 10일에 아일리시는 사운드클라우드에 <Bitches Broken Hearts>를 올렸다.
아일리시 매니지먼트 팀은 스포티파이에 그녀의 곡들을 가장 인기있는 플레이리스트인 "투데이스 톱 히트"에 들어가도록 했다. <배플러> 매거진은 아일리시의 사운드에 대해 라나 델 레이의 "창법과 암울한 분위기, 힙합에 영향을 받은 제작 방식"을 통한 "미드 템포의 멜랑콜리 팝"이 주를 이루며 귀를 솔깃하게 한다고 평했다. 아일리시가 상업적 성공은 스포티파이의 홍보를 더욱 확장시켰다. 2017년 9월 애플 뮤직은 아일리시를 "업 넥스트" 아티스트로 소개하며 짧은 다큐멘터리와 라이브 세션 EP, 애플 뮤직의 라디오 스테이션인 비츠 1에서 재인 로우와의 인터뷰 등을 선보였고 같은 달에 EP 《Up Next Session: Billie Eilish》가 발매되었다. 이전에 출시되었던 싱글 <Watch>를 미국 래퍼인 빈스 스테이플과 협업하여 리믹스한 <&Burn>이 2017년 12월 15일 나왔다. 이 곡은 이후 《Don't Smile at Me》의 확장판에 담겼다.

### 2018-2020년: 《When We All Fall Asleep, Where Do We Go?》

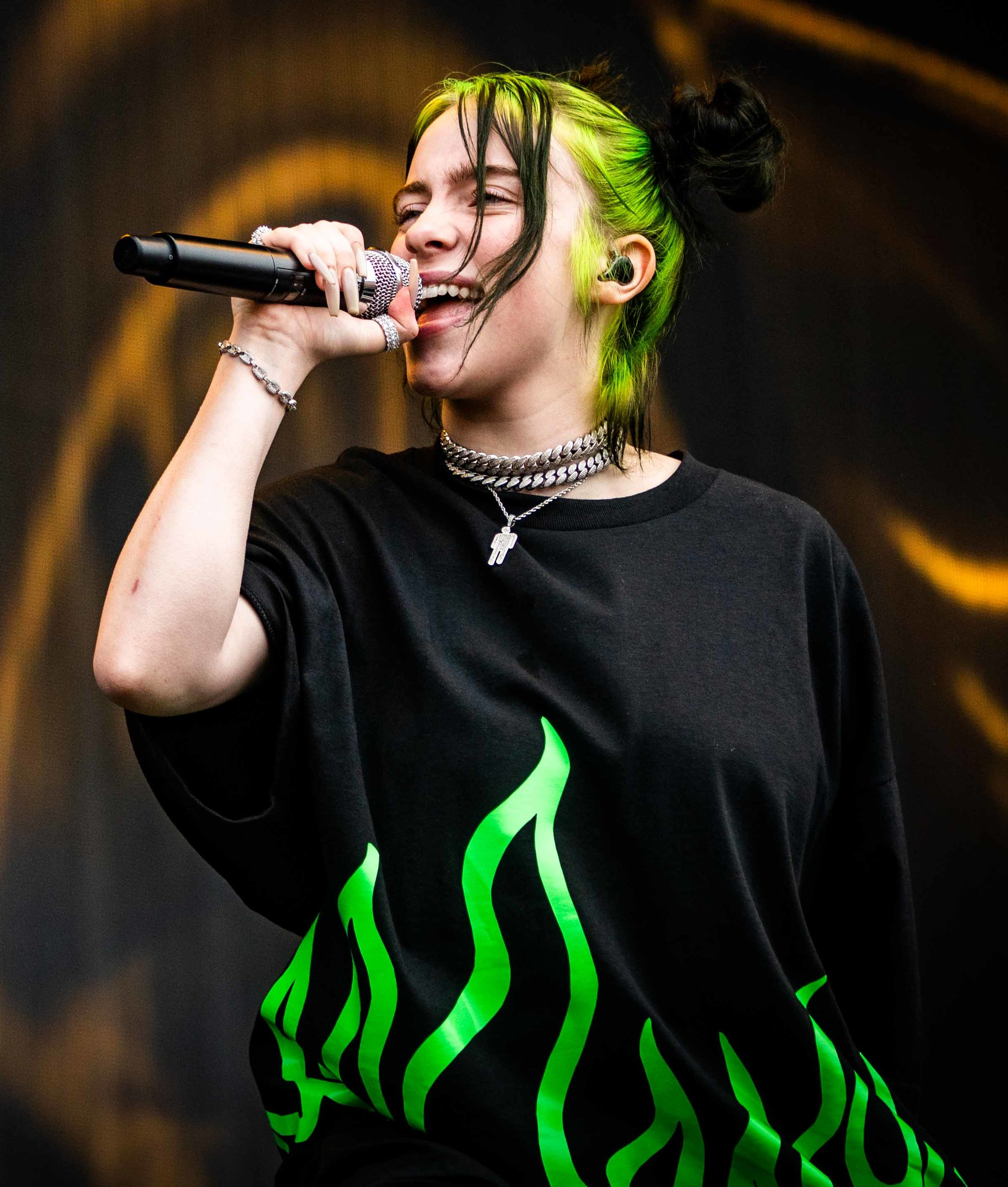
푸켈팝에서 공연하는 아일리시 (2019년)

2018년 2월 아일리시는 두 번째 투어 '웨어스 마이 마인드'를 시작하여 4월에 마쳤다. 2018년 3월 30일에는 <Bitches Broken Hearts>가 전세계적으로 재발매되었다. 2018년 레코드 스토어 데이에 아일리시는 <Party Favor>를 7인치 핑크색 비닐판으로 선보였다. B 사이드에는 캐나다 래퍼인 드레이크가 쓴 곡을 리메이크한 <Hotline Bling>이 들어갔다. 미국 가수인 칼리드 (가수)와 협업한 싱글 <Lovely>가 2018년 4월 19일 발매되었고 이 곡은 <루머의 루머의 루머> 드라마 시즌 2 사운드트랙에 들어갔다. 7월에는 <You Should See Me in a Crown>을 발표했고 같은 달 아일리시는 모 팝 페스티벌에서 공연했다.
싱글 <When the Party's Over>가 발매되던 날 아일리시는 <베니티 페어> 매거진의 조 사비아가 진행하는 즉문즉답 비디오 인터뷰 시리즈에 출연했다. 2017년 10월에 했던 인터뷰를 재현하는 형식이었는데 이렇게 두 인터뷰를 비교해 보니 1년 사이에 아일리시의 인기가 얼마나 높아졌는지를 볼 수 있었다. 2018년 10월에는 패션과 뷰티 홍보대사를 관리하는 넥스트 메니지먼트와 계약했다. 11월에는 <포브스> 매거진의 "30세 이하 30인" 리스트에 선정되었고 애플 크리스마스 광고를 위해 제작한 <Come Out and Play> 싱글이 발매되었다. 2019년 1월 초 <Don't Smile at Me>가 스포티파이에서 10억 스트리밍을 달성하여 사상 최연소로 10억 스트리밍을 달성했다. 같은 달에 데뷔 앨범 《When We All Fall Asleep, Where Do We Go?》의 세 번째 싱글인 <Bury a Friend>를 출시했고 2018년 영화 <로마>로부터 영감을 받은 모음집인 《Music Inspired by the Film Roma》 앨범에 싱글 <When I Was Older>로 참여했다. 2월에는 유투브와 함께 다큐멘터리 미니시리즈 <A Snippet Into Billie's Mind>를 제작했다. 2019년 3월 4일, 데뷔 앨범으로부터의 네 번째 싱글 <Wish You Were Gay>가 발매되었다.
《When We All Fall Asleep, Where Do We Go?》 앨범은 2019년 3월 29일 발매되었고 스포티파이에서는 다방면에 걸친 대대적인 홍보를 벌였다. 이 앨범은 출시되자 마자 빌보드 200과 영국 앨범 차트에서 1위에 올랐다. 이로서 빌리 아일리시는 2000년 이후 태생 아티스트로 빌보드 1위에 오른 최초 아티스트이자 영국 차트에서 1위에 오른 사상 최연소 여성 가수가 되었다.  또한 이 앨범으로 핫 100 차트에 가장 많은 싱글을 동시에 올린 기록을 깼는데 <Goodbye>를 제외한 14곡 모두였다. 다섯 번째 싱글이었던 <Bad Guy>를 저스틴 비버와 리믹스한 버전이 2019년 7월에 발매되어 19주간 1위에 있던 릴 나즈 엑스의 <Old Town Road>를 제치고 미국에서 1위에 올랐다. 이로서 2000년대생 최초이자 로드 (가수)의 곡 <Royals>이후 최연소 아티스트로 싱글 1위에 오른 아티스트가 되었다.

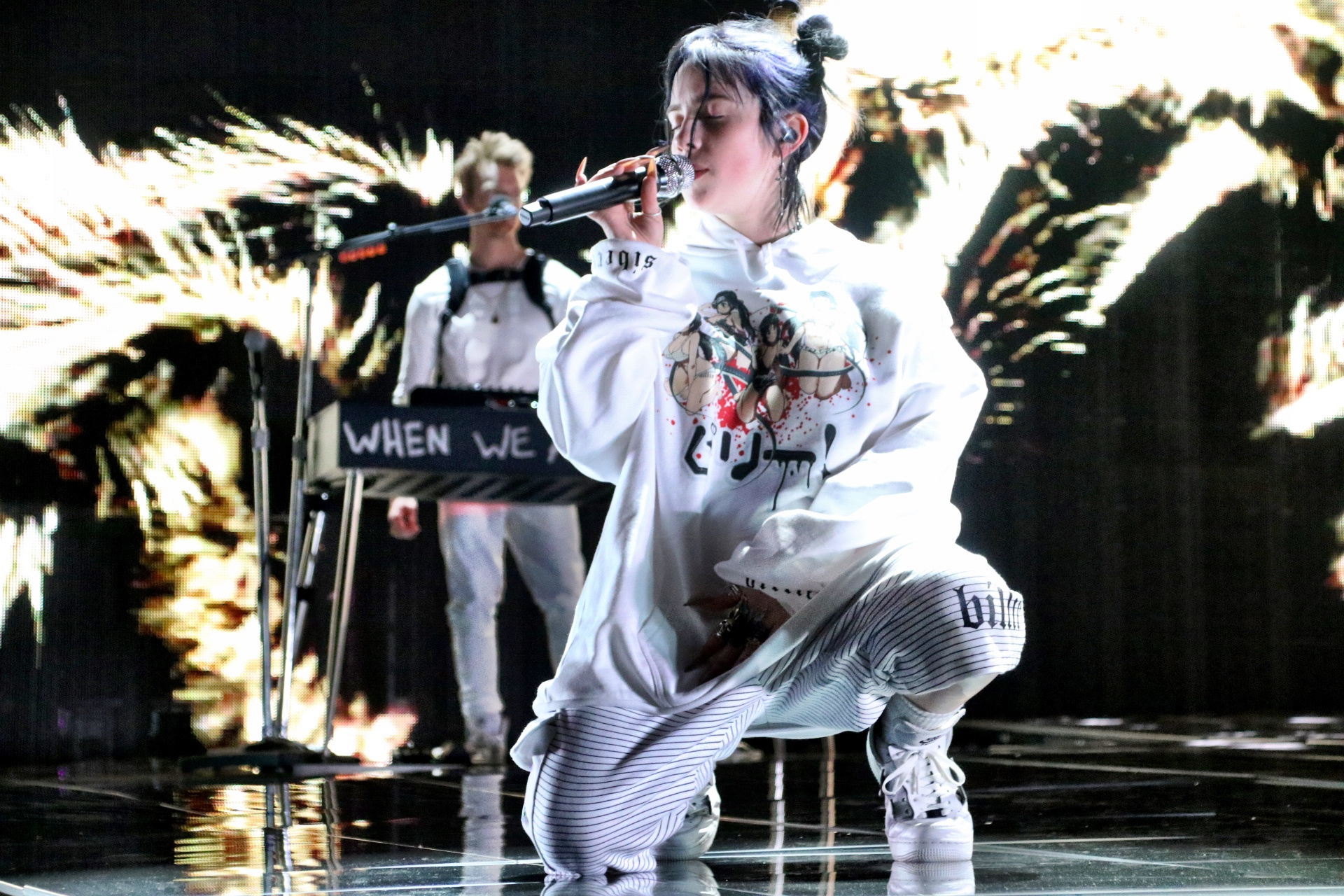
2019년 6월 레드록스 원형극장에서 공연하는 아일리시

아일리시는 2019년 4월 "When We All Fall Asleep" 투어를 코첼라 페스티벌에서 시작하여 11월 17일 멕시코 시티에서 마감했다. <Where Do We Go?> 월드 투어는 마이애미에서 2020년 3월 9일에 시작하여 7월 27일 런던에서 마감했는데 코로나 19 팬더믹 때문에 수차례의 공연이 취소된 상태로 진행되었다.
2019년 11월에는 잭 화이트의 써드맨 레코드에서 빌리 아일리시의 어쿠스틱 라이브 앨범을 발매할 예정이라고 밝혔다. 이 앨범은 LP로만 발매되어 테네시 내쉬빌과 미시건 디트로이트에 위치한 써드맨 소매점들을 통해서만 판매되었다. 11월 13일에는 싱글 <Everything I Wanted>가 발매되었다. 2019년 그래미 어워드에서 올해의 레코드, <Bad Guy>로 올해의 노래, 올해의 앨범, 올해의 신인을 비롯한 6개 부문 후보로 올랐다. 17세였던 그녀는 일반 부문 네 개에 모두 후보로 올라 최연소 기록을 세웠다. 그리고 2019년 빌보드의 이 해의 여성으로 선정되었다.

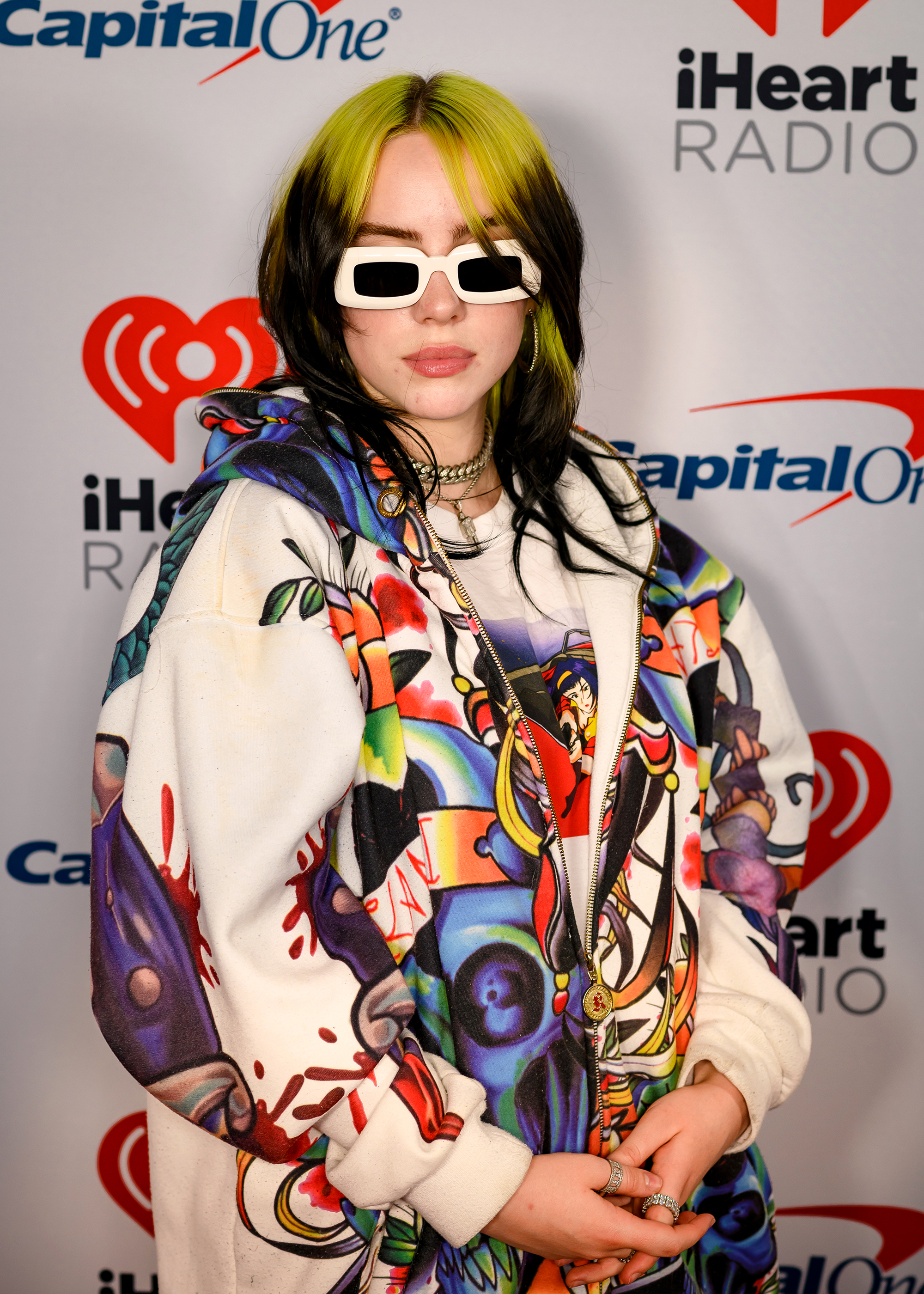
2020년 1월 알터이고 공연에서 아일리시

2020년 1월, 빌리 아일리시가 25번째 제임스 본드 영화 <007 노 타임 투 다이> 주제가를 맡게 되었다는 발표가 나왔다. 이 곡은 그녀와 오빠가 함께 쓰고 제작하였는데 이로서 아일리시는 제임스 본드 주제가를 쓰고 노래한 최연소 아티스트가 되었다. 이 곡은 영국 차트에서 1위를 차지한 두 번째 본드 주제가가 되었고, 여성으로서는 첫 번째다. 또한 영국에서 1위에 오른 아일리시의 첫 번째 곡이 되었다. 62회 그래미 어워드에서 아일리시는 네 개의 주요 부문(신인, 이 해의 레코드, 이 해의 곡, 이 해의 앨범)을 수상함으로 같은 해에 네 개의 주요 부문을 수상한 최연소이자 최초의 여성 아티스트가 되었다. 코로나 19 팬더믹 기간에 아일리시와 그녀의 오빠는 아이허트 미디어의 리빙룸 콘서트와 글로벌 시티즌의 투게더 앳 홈 콘서트 시리즈에 출연하였고 이 가상 공연들을 통해 코로나 19에 대한 경각심과 함께 기금 모금을 했다. 2020년에 빌리 아일리시는 5천3백만 달러의 수익을 통해 포브스의 100대 연예인 리스트에 오르며 최연소 기록을 세웠다. 2020년 9월에는 펜더 기타 제조사를 통해 우쿨렐레 시그니쳐 모넬을 내놓았다.
2020년 10월에 아일리시는 빌보드 뮤직 어워드에서 12개 부문에 후보로 올랐고 최우수 여성 아티스트, 톱 빌보드 200 앨범(《When We All Fall Asleep, Where Do We Go?》), 최우수 신인상을 수상했다. 같은 해 11월에는 새로운 싱글 <Therefore I Am>이 뮤직비디오와 함께 발매되었다.

### 2021-2023: 《Happier Than Ever》와 《Guitar Songs》
2020년 10월 배너티 페어 잡지와의 인터뷰에서 그녀는 "현재 열 여섯 개의 신곡을 작업하고 있으며 모두 다 맘에 든다"고 하면서 2021년 발매 가능성이 많은 다음 앨범 작업에 대해 살짝 언급했다.
2021년 1월에 HBO의 <유포리아>의 사운드트랙 <Lo Vas a Olvidar>가 출시되었다.R. J. 커틀러가 감독한 다큐멘터리 영화 <빌리 아일리시: 조금 흐릿한 세상>이 애플TV+와 몇몇 극장에서 개봉되었다. 이 다큐는 아일리시가 성공으로 치닫는 동안의 개인적 삶을 심도 있게 보여주면서 평단과 팬들로부터 찬사를 받았다. 63회 그래미에서 아일리시는 제임스 본드 주제가로 시각미디어 최우수 곡과 2019년 싱글 <Everything I Wanted>로 이 해의 레코드를 수상했다. 수락 연설에서 아일리시는 메건 더 스탤리언이 상을 받았어야 한다고 하면서 하지만 상을 수상하게 해준 팬들과 오빠 피니어스에게 감사를 표했다.
2021년 4월 인스타그램을 통해 두 번째 정규 앨범 《Happier Than Ever》의 발매 일정과 함께 앨범 커버와 16개의 수록곡들 제목을 밝혔다. 앨범은 여러 형태로 발매되어 여러 색깔의 소장용 LP와 카세트로도 출시되었다. 앨범 발매 이전에 싱글 다섯 개가 나왔다: <My Future>, <Therefore I Am>, <Your Power>, <Lost Cause>, <NDA> 앨범 《Happier Than Ever》와 싱글 "Happier Than Ever"를 통해 제64회(2022) 그래미상 올해의 레코드·앨범·노래상 후보에 올랐다. 2021년 12월에 아일리시는 재활용 비닐을 사용한 친환경 LP 버전의《Happier Than Ever》를 출시했다.
한편 2021년 6월 22일 아일리시는 인스타그램에 아시아인 비하 속어를 쓴 것에 대해 사과하며 스스로도 "소름끼치고 부끄럽다"며 비디오를 찍은 당시는 13-14세였는데 그 속어가 경멸적인 의미가 있는지 몰랐다고 했다. 또 다른 비디오에서는 아시아인들의 영어 액센트를 조롱하는 듯한 부분들이 있었는데 이에 대해서 실제로는 "그냥 무의미한 횡설수설이었다"고 했다. 이러한 사건들에 대해 7월에 한 인터뷰에서 아일리시는 "당시에 했던 수많은 말들 중에 지금은 전혀 동의하지 않거나 오히려 반대로 생각하는 것들이 많다. 인터넷에 올라간 것들은 사라지지 않는다... 십대일 때는 자신의 정체성을 제대로 알지 못한다... 내가 진짜로 무엇을 느끼며 살았었는지 지금은 모르겠다. 그냥 뭔가를 뒤집어 쓰고 있었을 뿐이다"라고 했다.
2022년 6월 월드 투어 중 멘체스터 공연에서 아일리시는 당시 미발매였던 발라드곡 "TV"를 처음 선보였다. 이 노래는 미국에서 낙태를 합법적 권리로 인정한 로 대 웨이드(Roe v. Wade) 판결의 번복을 언급하고 있다. 그리고 이어 다음 달에 "TV"와 함께 "The 30th"가 담긴 EP <Guitar Songs>를 깜짝 발매하며 인터뷰에서 세 번째 정규 앨범을 준비하고 있지만 기다릴 수 없어 먼저 발매했다고 밝혔다. 그녀는 그 노래들의 메시지를 가능한 한 빨리 팬들에게 전하고 싶었으며, 시급함을 강조했다. "이 노래들은 지금 내게 매우 현재적이며 바로 지금 하고 싶은 말들이다." 깜짝 발매의 또 다른 이유는 새곡을 발매하는데 있어 기존의 장황한 홍보 방식에 지쳤고 초기 시절처럼 라이브 콘서트에서 곡을 미리 선보이고 대단한 마케팅 절차 없이 발매하고 싶어서였다.
아일리시는 애플 뮤직과 협업으로 Happier Than Ever 투어 콘서트 중 런던의 O2 아레나에서의 공연을 촬영한 영화를 공개했다. 이를 통해 표를 구하지 못한 팬들에게 투어를 경험할 수 있도록 하고 더 많은 사람들에게 자신의 공연 실력을 인정받기 원했다.
아일리시와 오코넬은 2022년 픽사 영화사의 작품 <메이의 새빨간 비밀> 삽입곡으로 <U Know What's Up>과 <1 True Love> 두 곡을 썼다. 영화에서는 가상 밴드인 4*Town이 이 곡들을 연주하는 것으로 나온다. 또한 2022년 8월 13일부터 시작한 월드 투어(필리핀, 대한민국, 말레이시아, 싱가포르, 태국, 일본, 호주, 뉴질랜드)를 시작했다.
2023년 영화 <바비> 삽입곡 "What Was I Made For?"를 작곡하고 불렀는데 영화 제작 중 미완성 장면을 보고 영감을 받아 썼다고 소셜 미디어에서 밝혔다. 2024년 이 곡은 아카데미상에서 최우수 오리지널곡을 수상했고, 그래미 어워드에서는 올해의 노래와 비주얼 미디어를 위한 최우수곡 상을 수상했다. 이로써 아카데미와 그래미에서 동시에 수상한 열 번째 곡이 되었으며 아이리시는 두 개의 아카데미상을 받은 최연소 수상자가 되었다.
2023년 아일리시는 아마존 프라임 비디오의 풍자 스릴러 시리즈 <스웜(Swarm)>에서 연기자로 데뷔했다. 그녀는 NXIVM에서 영감을 받은 컬트 리더 에바 역을 맡았고 긍정적 평가를 받았다.

### 2024년 - 현재: <Hit Me Hard and Soft>
2024년 5월, 세 번째 정규 앨범 <Hit Me Hard and Soft>가 발매되었다. 홍보 투어는 2024년 9월부터 2025년 7월까지 북미, 오세아니아, 유럽에서 열릴 예정이다.

## 예술성

### 음악 스타일, 작곡, 뮤직비디오

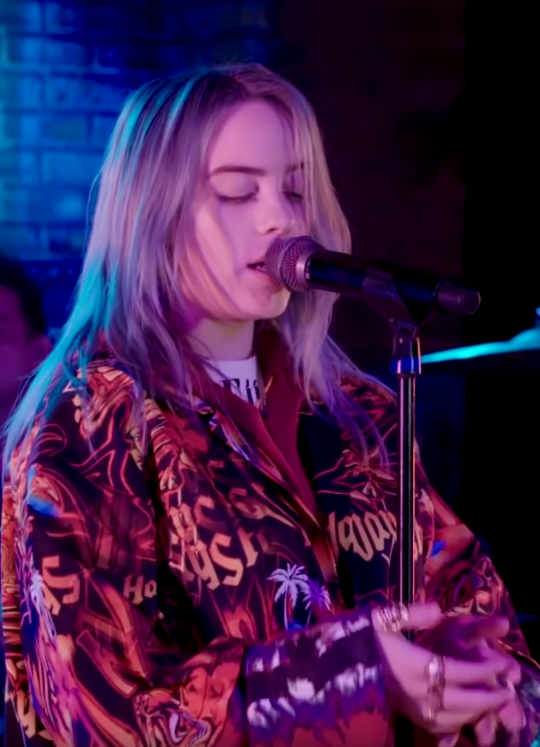
2019년 MTV에서 공연하는 아일리시

아일리시는 소프라노 음역대를 갖고 있다. Avery Stone of Noisey described her vocals as "ethereal", 그녀의 목소리는 "천상의 소리"라던가 "속삭임", "허스키하며 웅얼거리는 듯하다가 고음에서 날카롭게 올라간다"는 등으로 묘사된다. 음악 평론가인 로버트 크리스트가우는 아일리시가 음악적으로나 상업적으로는 팝이지만 "무정형 팝이 어떻게 진화되었지를 보여준다"고 하면서 그녀의 목소리는 "보컬로서는 매우 작으며 십대 고스족의 불안감을 잘 다루었고 일렉트로 느낌이 가득 담긴 데뷔 앨범은 다양한 청중들에게 어필했다고 평했다. 아일리시의 음악은  팝, 다크 팝, 일렉트로 팝, EMO 팝, 실험 팝, 고스 팝, 인디 팝, 틴 팝, 알트 팝 등이 혼합되어 있다.
아일리시의 오빠인 피니어스는 작곡과 음악 작업을 함께 할 뿐 아니라 앨범 제작에도 참여하고 공연도 함께 한다. 아일리시와 피니어스는 "모든 것을 밑바닥에서부터 재구성하여 자신들만의 캐릭터를 만들어 내며 곡들은 진정 허구적이다." 아일리시는 몇 개의 곡들은 피니어스와 자신의 경험을 통해 쓰여졌다고도 했다. 이들은 "매우 흥미롭고도 대화하는 듯한" 가사를 추구하며 "그리 깊은 내용은 아니지만 어떤 경우에는 의미를 갖기 위해서는 아주 깊은 방식으로 이야기해야만 된다. 하지만 실제로 우리는 그 정도까지 생각하지는 않는다"고 했다. 피니어스는 동생을 위해 곡을 쓴다고 했는데 "동생이 공감할 수 있고 즐겁게 노래할 수 있으며 자신만의 노래로 만들어 낼 수 있도록" 하는 것을 목표로 한다고 했다. 아일리시와 함께 곡을 쓸 때면 "동생이 하고자 하는 얘기들을 잘 전달할 수 있도록 돕는다. 내 아이디어를 얘기하고 동생의 아이디어를 듣는다"고 하며 이야기를 전달하는 동생의 목소리에 적합한 언어를 쓴다고 했다.
아일리시는 2016년까지 춤 수업을 받았는데 성장판을 다치면서 댄서의 꿈을 접어야 했고 대신 노래를 만들고 녹음하는 쪽으로 관심을 돌리게 되었다.
아일리시는 열 네 살부터 자신의 뮤직 비디오를 직접 제작하고 싶어했으나 당시에는 경험 부족으로 인해 기회가 주어지지 않았다가 2019년 자신의 곡 "Xanny"로 뮤직 비디오 감독으로 데뷔했다.

### 영향
아일리시는 비틀즈, 저스틴 비버, 그린 데이, 악틱 몽키즈, 린킨 파크, 라나 델 레이 등의 음악을 들으며 자라났다. 음악을 하기로 마음을 먹게 된 것은 유투브에서 오로라 (가수)의 <Runaway>를 접하면서였다. 그녀가 가장 좋아하는 장르이자 가장 큰 영향을 받은 것은 힙합이다. 자신의 음악 스타일에 가장 큰 영향을 끼친 이들로는 타일러 더 크리에이터, 차일디시 감비노, 에이브릴 라빈을 꼽으며 이외에 얼 스웻셔츠, 제임스 블레이크, 에이미 와인하우스, 스파이스 걸스, 로드 (가수), 마리나 앤드 더 다이아몬즈, 브리트니 스피어스, 테일러 스위프트, 니키 미나즈, XXXTentaction, 투엔티원 파일럿츠 등이 있다. 미디어에서는 그녀를 에이브릴 라빈, 로드 (가수), 라나 델 레이와 종종 비교하는데 아일리시는 델 레이와 비교되는 것을 원치 않는다고 하며 "그녀는 자신만의 브랜드를 완벽하게 만들어 냈다. 나와 비교되어서는 안될 것이다"라고 했다. 그녀는 또한 수락 연설에서 패션을 자신의 "방어 메커니즘"이라고 말하면서 리한나에게서 스타일의 영감을 받았다고 했으며 아리아나 그란데의 2019년 앨범 《Thank U, Next》이 자신에게 음악을 계속할 수 있는 힘을 주었다고 했다.

## 대중적 이미지 / 수상

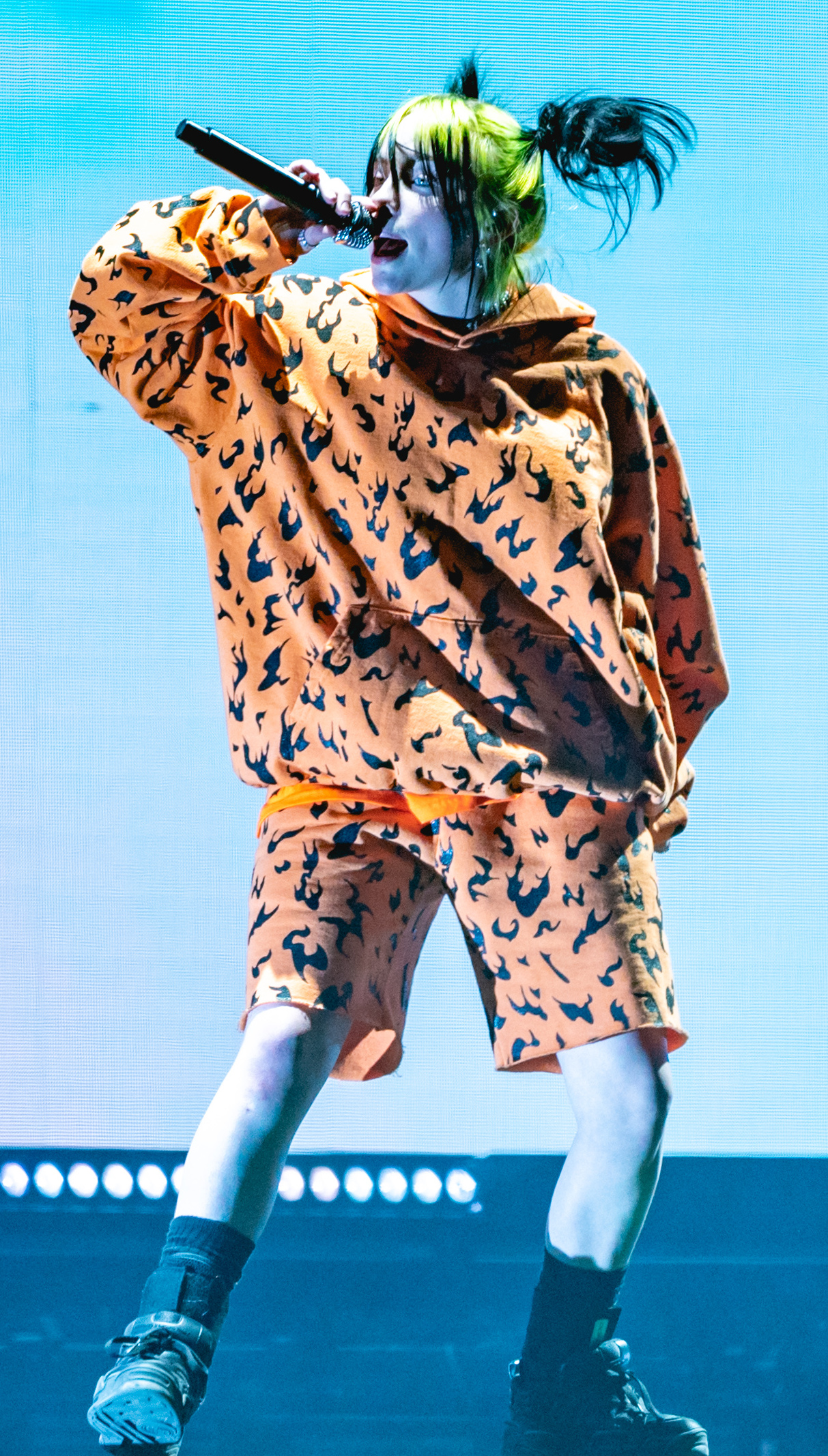
2019년 11월 코로나 캐피털에서 공연하는 아일리시

아이리시는 다수의 상을 수상한 기록이 있으며, 이에는 다음과 같은 주요 상들이 포함된다: 그래미 어워드 9회 수상, 아메리칸 뮤직 어워드 2회 수상, MTV 유럽 음악 시상식 2회 수상, MTV 비디오 뮤직 어워드 3회 수상, 아카데미상 2회 수상, 기네스 세계 기록 2회 인정, 브릿 어워드 3회 수상, 빌보드 뮤직 어워드 3회 수상.
또한, 아이리시는 롤링 스톤지의 '역사상 가장 위대한 가수 200인' 2023년 개정판에 수록되었으며, 타임지가 선정한 '타임 100 넥스트' 2019년 명예의 리스트에도 이름을 올렸다. 그녀는 그래미 어워드에서 최고 신인상, 최고 노래, 최고 음반 등 4개 주요 부문을 동시에 한 해에 받은 최연소 여성 가수이자, 최초의 여성 가수다.
2022년에는 제임스 본드 영화 <007 노 타임 투 다이>의 주제곡으로 아카데미 최우수 오리지널 노래상을 수상하며, 21세기 태어난 첫 번째 사람으로서 아카데미상을 수상했으며, 현재까지도 유일한 기록이다. 그녀는 2024년에도 영화 <바비>의 "What Was I Made For?"로 같은 부문에서 아카데미상을 수상하며, 어떤 부문에서도 최연소로 2회 아카데미상을 수상한 최초의 인물이 되었다. 이 노래는 역사상 10번째로 아카데미 최우수 오리지널 노래상과 그래미 최고의 노래상을 모두 수상한 노래로, 이 세기 첫 번째 이 기록을 달성한 노래가 되었다.

### 패션 스타일
미디어에서는 아일리시의 헐렁하고 몸에 안맞는 패션 스타일에 대해 자주 다룬다. 2017년에 그녀는 사람들의 주의를 끌 수 있는 패션을 좋아한다고 했다. "다른 많은 사람들과는 완전히 다른" 옷들을 입는다. "기억에 남는" 패션을 추구하며 이를 통해 "무시당하지 않고 약간은 위협적인 모습으로 사람들이 나에게 귀기울이게 한다"고 했다. 2019년에 그녀는 "시간이 흐르면서 '빌리 아일리시는 오싹하고 괴상하고 무서운 소녀'라는 이미지가 굳어지고 있는 것에 대해 좋게 생각하지는 않는다. 나는 어떤 하나로 규정되는 것을 원하지 않는다"라고 했다.
2019년 5월 아일리시는 캘빈 클라인 광고에 출연했는데 광고 중에 사람들이 자신의 몸매에 대해 이러쿵 저러쿵 하지 못하도록 옷을 헐렁하게 입는다고 했다. 2020년 3월, 마이애미 투어 중에 짧은 영상 <Not My Responsibility>를 상영했는데 여기에서 몸매에 대한 자신의 경험을 다루었다. 이후 이 영상은 아일리시의 유투브 채널에 업로드 되었다.
아일리시는 2021년 6월 <보그>지 영국판 표지 모델로 등장했다. 크레이그 맥딘이 촬영한 사진들에서 그녀는 란제리와 코르셋을 입고 있다. 또한 "아메리카: 패션의 아이콘"이라는 주제의 2021년 메트 갈라에 오스카 드 라 렌타 드레스를 입고 처음 출연했는데 의류회사 측으로부터 앞으로는 더 이상 실제 모피를 사용하지 않겠다는 약속을 하는 조건이었다. 드레스는 오리지널 바비 인형 컨셉이었는데 패션계에서는 1950년대 초에 오스카 드 라 렌타 드레스를 입곤 했던 황금시대의 스타 마릴린 먼로와 흡사하다는 평이었다.

### 관련 상품
2019년 4월 아일리시의 뮤직 비디오 <You Should See Me in a Crown>를 타카시 무라키미가 감독과 애니메이션을 맡았는데 이후 무라카미와 협업하여 관련 의류를 상품으로 내놓았으며 비디오에 나온 자신의 모습 피규어도 한정판으로 판매했다. 또한 같은 달 어도비 크리에이티브 클라우드와 함께 광고 시리즈를 했으며 소셜 미디어에서 해시태그 "#BILLIExADOBE"를 달고 아트 경연대회를 열었다.
2019년 5월 아일리시는 캘빈 클라인의 "I Speak My Truth In #MyCalvins"라는 첫 광고 시리즈에 출연했고 정신 건강에 대한 경각심을 일깨우기 위한 애드 카운슬의 "Seize the Awkward" 캠페인에도 참여했다.
2019년 8월에는 애플과 파트너로 애플 스토어에서 고객들이 그녀의 곡 <You Should See Me in a Crown>을 뮤직 랩을 통해 작업해 볼 수 있게 했다. MCM 월드와이드의 2019년 가을 광고에 나왔으며 로스앤젤레스의 의류 브랜드인 프릭시티와 함께 옷을 만들었다. 시베리아 힐스라는 의류회사와도 콜라보를 하였는데 회사측에서 마코토 쿠로카와가 만든 만화 러브 리브!의 캐릭터인 노조미 토조를 팬이 따라 그린 것을 아일리시의 디자인에 사용함으로 표절 시비에 휘말렸다. 브랜드 측에서는 아일리시는 표절에 대해서는 전혀 아는 바가 없다고 해명했다.
2021년 11월에 아일리시는 "아일리시"란 이름의 향수 브랜드를 런칭했고 채식주의를 따르며 동물을 실험대상으로 삼지 않았다고 홍보했다.

## 사회 활동
빌리 아일리시는 다양한 정치적 이슈들에 대해 공개적으로 의견을 표명하며 정치적 활동을 해왔다. 그녀는 환경 문제, 특히 기후 변화에 대해 목소리를 높여 왔다. 그 외에도 기후로 인한 빈곤에 대처하기 위해 세계 지도자들에게 행동을 촉구하는 공개 서한에 서명했고 젊은이들이 환경 옹호를 위한 기술들을 사용할 것을 장려하는 광고 캠페인에 참여하기도 한다. 또한 지속 가능한 패션과 젊은이들의 환경운동을 위한 주제를 논의하는 6일간의 기후 세미나 'Overheated'를 런던에서 주최했다. 2019년 싱글 "All the Good Girls Go to Hell"과 그 뮤직 비디오에서는 천국과 지옥의 이미지를 통해 해수면 상승에 대한 무관심을 비판하고 오스트레일리아의 그레이트배리어리프에 대한 비영리 단체 코랄워치의 온라인 캠페인에 "Ocean Eyes"를 사용할 수 있도록 허용했다.
아일리시는 채식주의자로 자라났고 2014년에 비건이 되었다. 소셜 미디어 등을 통해서 동물 권리와 완전 채식주의를 옹호하는 포스트를 종종 올리고 있으며 유제품, 양털, 밍크 모피 산업에 대해서도 비난의 목소리는 낸다. 2019년에 아일리시는 PETA(동물애호단체)에서 주는 "동물을 대변하는 목소리"상을 받았다. 2023년에는 개인 제트기로 여행하는 것을 거부한다고 밝히기도 했다.
여러 차례에 걸쳐 여성의 권리를 언급했으며 바디 포지티브(body positive)의 지지자로 2020년 자신의 몸매에 대한 비난과 여성들의 외모에 대한 이중잣대를 비판하는 단편영화 <Not My Responsibility>를 제작하기도 했다. 2021년 싱글 "Your Power"는 주로 권력을 가진 남성들에 의해 젊은 여성들이 성적으로 착취당하는 것을 비판했다. 아일리시는 미국의 낙태 권리 운동과 연대하고 있으며 2021년 텍사스주가 반낙태법을 시행했을 때 분노를 표출했고 2022년 글래스톤베리 페스티벌에서 로 대 웨이드(Roe v. Wade) 판결을 번복한 것을 비판하며 "Your Power"를 불렀다. 이 판결에 대해 그녀는 "오늘은 미국의 여성들에게 매우 매우 어두운 날이다. 지금 이 순간 더 이상 생각할 수 없을 정도로 견딜 수 없다"고 했다. 그리고 2022년 5월 법원의 판결 초안이 온라인에 유출된 후 쓴 곡 "TV"를 발표했다.
또한 미국 투표 권리를 후원하는 운동에도 참여하고 있으며 2020년 8월에는 민주당 전국대회에서 자신이 조 바이든을 대통령으로 후원한다는 것을 밝히며 공연을 하기도 했다.
2023년 아일리시는 REVERB의 음악 탈탄소화 프로젝트의 시작과 자금 지원에 참여했고 탈탄소화 프로젝트의 일환으로 태양광 무대 조명을 사용했다.
2024년 아카데미 시상식에서 아일리시는 2023년 이스라엘-하마스 전쟁의 휴전을 촉구하는 Artists4Ceasefire 핀을 착용했다.

## 사생활
아일리시는 2019년까지 로스앤젤레스의 하이랜드 파크에서 부모님과 함께 살다가 현재는 따로 나와 있으며 2021년에 밝힌 바로는 아직도 종종 부모님과 가까이 있고 싶어 어릴 적 방에서 자곤 한다고 했다. 자신에게 투렛 증후군과 공감각 증세가 있으며 우울증도 경험했다고 밝혔다. 자살을 계획한 적도 있었는데 친구이자 랩퍼인 XXXTentaction이 실행을 막았다고 한다.
아일리시는 7:AMP라는 예명으로 활동하는 랩퍼 브랜든 아담스와 사귀다가 2020년 초에 헤어졌다. 가수 제시 루더포드와 2022년 10월부터 2023년 5월까지 교제했다. 아일리시는 남성과 여성 모두에게 끌린다고 말했다.
아일리시는 자신이 불가지론자라고 밝혔다.

## 음반 목록

### 정규 앨범
- 《When We All Fall Asleep, Where Do We Go?》 (2019)
- 《Happier Than Ever》 (2021)
- 《Hit Me Hard and Soft》 (2024)

### EP
- 《Don't Smile at Me》 (2017)

## 수상 목록
- 2019년 11월 24일 제47회 《아메리칸 뮤직 어워드》 올해의 신인상
- 2019년 11월 30일 제11회 《멜론뮤직어워드》 베스트 POP송상
- 2020년 1월 26일 제62회 《그래미상》 올해의 앨범·레코드·노래·신인상, 팝 보컬상